# Holmsjöarna (naturreservat)
Holmsjöarna är ett kommunalt naturreservat i Borlänge kommun och Säters kommun i Dalarnas län.
Området är naturskyddat sedan 1983 och är 276 hektar stort. Reservatet ligger väster om Dalälven och omfattar sankmarker kring Holmsjön med mindre sjöar, vattendrag, ängar och beteshagar och däremellan skogs- och sankmark.